# 埃辛格山
77°52′S 162°39′E / 77.867°S 162.650°E
埃辛格山（Mount Essinger），是南極洲的山峰，位於維多利亞地的斯科特海岸，處於大教堂岩東面，屬於皇家學會嶺的一部分，海拔高度1,905米，現時由南極條約體系管理。